# Беатриче ди Тенда
Беатриче Ласкарис ди Тенда, Беатриче ди Тенда или Беатриче Кане (на италиански: Beatrice Lascaris di Tenda, Beatrice di Tenda, Beatrice Cane), Беатрис Ласкарис дьо Танд, Беатрис/Беатрикс дьо Танд (на френски: Béatrice Lascaris de Tende, Béatrice de Tende, Beatrix de Tende; * ок. 1372, Танд, дн. Франция; † 13 септември 1418, Бинаско, дн. Италия) е херцогиня на Милано (1412 – 1418) като съпруга на Филипо Мария Висконти, херцог на Милано, който я осъжда на смърт.

## Произход
Италианският историк от 15 – 16 век Бернардино Корио е първият, който я назовава „Беатриче ди Тенда“ в своята „История на Милано“. След него цялата традиция до най-новите историци смятат, че тя принадлежи към семейство Ласкарис ди Вентимиля и е дъщеря според някои на Антонио, граф на Танд, и на Маргарита дел Карето от маркизите на Финале, а според други – на граф Гулиелмо Пиетро или на граф Пиетро Балбо ди Вентимиля Ласкарис (* 1360 † 1406), граф на Вентимиля и сеньор на Танд, и на представителка на рода дел Карето или на съпругата му Полигена. В такъв случай тя би била правнучка на Евдокия Ласкарина Асенина и следователно по тази линия – прапраправнучка на българския цар Йоан Асен II.
Срещу традиционното отъждествяване на Беатриче с Ласкарис има документ, публикуван от Дз. Волта през 1895 г. и докладван през 1956 г. от италианския историк Франческо Конясо. Конясо се базира на няколко исторически документа от епохата, включително пълномощно на самата Беатриче за договаряне на дела относно имуществото, наследено от баща ѝ в Генуа. В него тя е наричана дъщеря и наследничка на Руджеро Кане, кондотиер, вероятно принадлежащ към рода на Фачино Кане, макар че не е ясно в какво точно роднинство.

## Биография

### Съпруга на Фачино Кане
Беатриче се омъжва на 2 септември 1403 г. за кондотиера Фачино Кане, който по онова време брани интересите на миланската династия Висконти. Тя е вярна спътница на съпруга си, воюва наравно с него в постоянните междуособици между италианските държавици в Пиемонт и Ломбардия и според семейните предания войската на Фачино трепери пред суровата господарка.

### Херцогиня на Милано
На 16 май 1412 г. загива херцогът на Милано Джовани Мария Висконти, при когото служи Фачино. На същия ден в Павия от подагра умира и самият кондотиер. Преди да умре, бездетният Фачино поверява Беатриче и брат си Филипо Кане – малкият граф на Павия, роднините и братята си по оръжие на закрилата на Бартоломео Капра – бъдещ архиепископ на Милано. Според някои Капра е този, който препоръчва на Филипо Мария Висконти – брат на Джовани Мария Висконти да вземе за жена много по-възрастната от него Беатриче. Според други хронисти това е последното желание на умиращия ѝ съпруг. Още през май/юни същата година около 40-годишната Беатриче се омъжва, вероятно в Павия, за 20-годишния Филипо Мария, който след смъртта на брат си става новият херцог на Милано (1412 – 1447). Бракът е начин за Филипо да влезе във владение на значимото наследство на Фачино Кане, завещано на вдовицата му. Тя му донася 400 хил. дуката, дава му войници и обширни владения, сред които градовете Новара, Алесандрия, Верчели, Тортона, езерото Лаго Маджоре. Полза от брака има и самата Беатриче, която сама не би могла да запази голямото наследство.
След сватбата Беатриче живее в замъка на Порта Джовия в Милано и от време на време пребивава в замъците в Абиатеграсо и Бинаско. В началото отношенията между двамата съпрузи са добри. Тя получава от съпруга си прякото господство над много места, сред които Виджевано, Абиатеграсо, Понтекуроне, Вогера, Мортара и Монца. Има редица свидетелства за нейната власт: на 12 юли 1412 г. името ѝ се появява заедно с това на съпруга ѝ в съюза, сключен с Теодор II Монфератски; на 25 август 1412 г. в Павия са изпратени посланици не само до съпруга ѝ, но и до нея; инвеститурата със Сеце е потвърдена първоначално за нея и съпруга ѝ (14 май 1413 г.), а след това само за нея (10 юни 1414 г.); дейността ѝ в полза на Асти през 1415 г.; писмото на император Сигизмунд Люксембургски от 25 юли 1415 г. е адресирано както до мъжа ѝ, така и до нея. Все пак с нарастването на властта на мъжа ѝ политическата тежест на Беатриче в двора на Милано започва да намалява.

### Обвинение в изневяра и смърт
Шест години по-късно обаче съпругът на Беатриче започва връзка с нейната придворна дама Аниезе дел Майно, която му ражда две дъщери – Бианка Мария Висконти, бъдеща наследница на Висконти, и Катерина Мария (Лучия). Филипо Мария решава да се отърве от съпругата си. Освен наличието на любовница за решението му допринася и фактът, че Беатриче е бездетна и много по-възрастна от него. Освен това той мрази бившия ѝ съпруг Фачино Кане и иска да заличи спомена за него завинаги. В допълнение към това Филипо Мария не понася силния характер на жена си, която се отнася към него почти като наставница. Така херцогът обвинява херцогинята в изневяра с трубадур на име Микеле Оромбели – приятел, който често я весели с лютня и песни. За да избегне всяка възможност за бунт, който да опита да освободи популярната херцогиня, на 23 август 1418 г. Филипо Мария нарежда да затворят вратите на Милано до обяд. Трубадурът заедно с две от придворните дами на херцогинята са арестувани и след мъчения са принудени да обвинят господарката си. Беатриче е арестувана и обвинена в изневяра и задкулисни машинации с враждебни на херцога посланици, след което е закарана в замъка в Бинаско. Там 46-годишната жена е измъчвана и въпреки че отрича скалъпените обвинения, на 13 септември 1418 г. тя, заедно с трубадура и двете придворни дами, е осъдена на смърт. Всички те са обезглавени в двора на замъка, а по-късно са заровени в обща яма.
Според популярната традиция Беатриче е осъдена несправедливо, но това не пречи на Филипо Мария да бъде посрещнат с голяма любезност от папа Мартин V, когато последният минава през Милано същата година. Мартин V е тогавашен съюзник на херцога, с когото има взаимен интерес да разшири владенията си в Централна и Северна Италия.
Беатриче ди Тенда е една от трите съпруги на средновековни италиански господари (сеньори) заедно с Паризина Малатеста и Аниезе Висконти, които са обезглавени за прелюбодейство по заповед на съпрузите им. Изневярата обикновено не е наказвана със смъртно наказание в Италия и освен това такова публично оповестяване е обидно за мъжете им. Те са убити заради нарушаване на традиционния средновековен статус на подчиненост на съпругата на господаря и заради „удара над суверенитета“. Наказанието им е пример за тези, които се изкушават да избягат от властта и подчинението си на принца.

## Брак и потомство
Омъжва се два пъти:
∞ 1. 2 септември 1403 за Фачино Кане (* 1360, Казале Монферато; † 16 май 1412, Павия), кондотиер, граф на Биандрате и господар на Абиатеграсо, Алесандрия, Борго Сан Мартино, Канту, Касано д'Ада, Кастано Примо, Кастильоне Олона, Комо, Галиате, Гави, Мортара, Новара, Павия, Пиаченца, Романенго, Севезо, Тортона, Валенца, Валсасина, Варезе, Верчели и Виджевано. Няма деца от него.
∞ 2. 1412 за Филипо Мария Висконти (* 23 септември 1392, † 13 август 1447), 3-ти херцог на Милано (1412 до 1447), от когото няма деца. Заради любовницата си Аниезе дел Майно Филипо решава да се отърве от съпругата си и скалъпва фалшиво обвинение в изневяра. На 13 септември 1418 г. Беатриче след унизителни изтезания е обезглавена в двора на неговия замък в Бинаско.

## Беатриче ди Тенда в културата
С течение на времето Беатриче ди Тенда придобива славата на романтична героиня: нейният трагичен край е тема в опери, романи и трагедии:
- Роман „Графинята на Танд“ на френската писателка от 17 век Мадам дьо Ла Файет, издаден посмъртно през 1718 г.[19]
- „Беатриче ди Тенда: Историческа трагедия“ от 1825 г. на италианския писател граф Карло Тедалди Форес[20]
- Новела „Замъкът на Бинаско“ от 1823 г., издаден през 1835 г. като „Беатриче ди Тенда. Повест“ на италианската писателка и потеса от 17 – 18 век Диодата Салуцо Роеро[21]
- „Замъкът на Бинаско“ от 1892 г. на италианския писател от 19 век Пиетро Мароко[22]
- Исторически разказ – част от „Исторически разкази: Макаруф авантюристът или Дворът на херцог Филипо Мария Висконти“ от 1832 г. на италианския писател от 19 век Джамбатиста Бацони[23]

- Мелодрама в два акта „Беатриче ди Тенда“ от 1833 г. на италианския оперен композитор Винченцо Белини (с либрето на Феличе Романи),[24][25] поставена за първи път на 16 март 1833 г. в оперния театър „Ла Фениче“ във Венеция. Тя е вдъхновена от книгата на Карло Тедалди Форес.
- „Поклонникът от Бинаско. Сцени от миланската история“ от 1844 г. на Еудженио Мастроци[26]
- Драма в 4 действия „Беатриче ди Тенда“ от 1845 г. на италианския писател от 19 век Феличе Туроти[27]
- Похвална статия в енциклопедичната книга от 1855 г. на американската писателка Сара Джозефа Хейл „Женски регистър или Скици за всички бележити жени от създаването пр.н.е. до 1854 г.“[28]
- Исторически разказ „Беатриче ди Тенда“ от 1885 г. на проф. Дж. К.[29]
- Исторически роман „Беларион късметлията“ от 1926 г. на английския писател от италиански произход Рафаел Сабатини.[30]

На 13 юни 1869 г. Община Бинаско в Северна Италия посвещава монументална плоча в памет на Беатриче ди Тенда в замъка си. На нея са кръстени една улица в италианското градче Бинаско и една във френското село Танд.